# Miriam Cooper
Miriam Cooper est une actrice américaine née le 7 novembre 1891 à Baltimore, Maryland (États-Unis), morte le 12 avril 1976 à Charlottesville (Virginie).
Vedette du cinéma muet, elle fut très active durant la période entre 1915 et 1925.  Elle participe à deux films importants de l'histoire du cinéma américain : Naissance d'une nation et Intolérance.  Mais la plupart de ses autres films sont aujourd'hui perdus.

## Biographie
Miriam Cooper commence sa carrière d'actrice au début des années 1910.  C'est dans le court-métrage A Blot on the 'Scutcheon, mis-en-scène par D. W. Griffith, qu'elle apparait pour la première fois dans un rôle assez court.
Elle est ensuite embauchée par la compagnie de production Kalem.  Pour cette firme, elle joue dans plusieurs films dont la durée est généralement d'une quinzaine de minutes et dont certains se sont rendus jusqu'à nous, comme The Confederate Ironclad ou The Grit of the Girl Telegrapher.
Par la suite, elle retrouve Griffith et apparait dans divers courts et moyens métrages qu'il produit ou qu'il dirige. Elle joue aussi dans le premier long-métrage que réalise Griffith, Naissance d'une nation, ambitieuse production se déroulant pendant la guerre de sécession.  Cooper tient le rôle de Margaret Cameron, la fille du Sud qui épouse un soldat nordiste.  Son futur mari, Raoul Walsh, y interprète John Wilkes Booth, l'assassin de Lincoln.  Cooper apparait également dans l'épisode contemporain d'Intolérance, deuxième long-métrage de Griffith.
En février 1916, Miriam Cooper se marie au Nouveau-Mexique secrètement, car Griffith voulait que les actrices de sa société de production soient célibataires, et épouse Raoul Walsh. Le couple adopte deux garçons.  La relation entre Cooper et ses enfants sera tumultueuse.
À la suite de son mariage, elle tourne plusieurs films sous la direction de son mari.  Certains de ces films auront un réel impact, comme The Honor System (1917), un drame social sur les conditions de vie dans les prisons ou Evangeline, dans lequel elle interprète l'héroïne acadienne. Malheureusement, on considère aujourd'hui que ses films sont perdus.
Walsh et Cooper divorcent en 1925.  Après quoi, Cooper abandonne le cinéma.  
Elle publie ses mémoires, Dark Lady of the Silents, en 1974.

## Filmographie
- 1910 : The Duke's Plan
- 1911 : How Mrs. Murray Saved the American Army
- 1912 : A Blot on the 'Scutcheon : Scullery Maid
- 1912 : Battle of Pottsburg Bridge
- 1912 : Victim of Circumstances
- 1912 : Tide of Battle
- 1912 : War's Havoc
- 1912 : 'Fighting' Dan McCool
- 1912 : The Drummer Girl of Vicksburg
- 1912 : The Filibusters : Daisy
- 1912 : The Bugler of Battery B
- 1912 : The Siege of Petersburg
- 1912 : The Soldier Brothers of Susanna de George Melford
- 1912 : The Prison Ship
- 1912 : Saved from Court Martial de George Melford : Undine
- 1912 : A Railroad Lochinvar
- 1912 : The Grit of the Girl Telegrapher
- 1912 : The Confederate Ironclad : Rose
- 1912 : His Mother's Picture
- 1912 : The Rival Engineers
- 1912 : The Peril of the Cliffs
- 1912 : The Girl in the Caboose
- 1912 : The Pony Express Girl
- 1912 : Battle in the Virginia Hills
- 1912 : The Water Rights War
- 1912 : The Farm Bully
- 1912 : A Race with Time
- 1912 : The Toll Gate Raiders
- 1913 : A Treacherous Shot
- 1913 : A Sawmill Hazard
- 1913 : A Desperate Chance
- 1913 : The Turning Point
- 1913 : The Woe of Battle
- 1913 : Prisoners of War
- 1913 : The Battle of Bloody Ford
- 1913 : The Exposure of the Land Swindlers
- 1913 : The Infamous Don Miguel
- 1913 : Captured by Strategy
- 1913 : Shenandoah
- 1913 : Rounding Up the Counterfeiters
- 1913 : The Smuggler
- 1913 : The Moonshiner's Mistake
- 1913 : The Sacrifice at the Spillway
- 1913 : The Hand of Destiny
- 1913 : The Railroad Inspector's Peril
- 1913 : The Railroad Detective's Dilemma
- 1913 : Across the Continent : Louise Constance
- 1913 : The Octoroon
- 1913 : Uncle Tom's Cabin de Sidney Olcott
- 1914 : For His Master de Christy Cabanne
- 1914 : When Fate Frowned
- 1914 : The Smugglers of Sligo de Christy Cabanne
- 1914 : The Strike
- 1914 : A Diamond in the Rough
- 1914 : The Dishonored Medal de Christy Cabanne : Zora
- 1914 : Home, Sweet Home : The Fiancee
- 1914 : Golden Dross
- 1914 : For the Sake of Kate
- 1914 : The Stolen Radium
- 1914 : The Rose Bush of Memories
- 1914 : The Horse Wrangler
- 1914 : Their First Acquaintance
- 1914 : The Show Girl's Glove
- 1914 : How Izzy Stuck to His Post
- 1914 : Izzy and the Diamond
- 1914 : Lest We Forget
- 1914 : The Gunman
- 1914 : Izzy and His Rival
- 1914 : The Odalisque de Christy Cabanne : Annie, May's Friend
- 1915 : The Double Deception : Laura, The Young Woman
- 1915 : Naissance d'une nation (The Birth of a Nation) : Margaret Cameron
- 1915 : The Fatal Black Bean
- 1915 : His Return
- 1915 : The Slave Girl
- 1915 : The Greaser
- 1915 : The Artist's Wife : Jean (a model)
- 1915 : A Man for All That
- 1915 : The Story of a Story : His daughter
- 1915 : The Burned Hand
- 1916 : Intolérance (Intolerance: Love's Struggle Throughout the Ages) : The Friendless One (Modern Story)
- 1917 : The Honor System : Edith
- 1917 : The Silent Lie : Lady Lou
- 1917 : The Innocent Sinner : Mary Ellen Ellis
- 1917 : Betrayed : Carmelita
- 1918 : La Femme et la Loi (The Woman and the Law) de Raoul Walsh : Mrs. Jack La Salle
- 1918 : The Prussian Cur : Rosie O'Grady
- 1919 : The Mother and the Law : The Friendly One
- 1919 : Evangeline : Evangeline
- 1919 : Should a Husband Forgive? : Ruth Fulton
- 1920 : The Deep Purple : Doris Moore
- 1921 : La Fille du banquier (The Oath) de Raoul Walsh : Minna Hart (+ costumes)
- 1921 : Serenade : Maria del Carmen
- 1922 : Kindred of the Dust : Nan of the Sawdust Pile
- 1923 : The Girl Who Came Back de Tom Forman : Sheila
- 1923 : Her Accidental Husband : Rena
- 1923 : Daughters of the Rich : Maud Barhyte
- 1923 : The Broken Wing (en) de Tom Forman : Inez Villera
- 1923 : Is Money Everything? : His Wife
- 1924 : After the Ball : Lorraine Trevelyan